# Paco Peña (músico)
Francisco Peña Pérez, de nombre artístico Paco Peña (Córdoba, 1 de junio de 1942), es un guitarrista flamenco español considerado como uno de los mejores maestros de la guitarra.

## Biografía
Paco Peña comenzó a tocar la guitarra de su hermano a los 6 años e hizo su primera actuación profesional con apenas 12. Animado por su familia, salió de su casa y comenzó a actuar por toda España, con un grupo de música popular y bailaores. Esto dio lugar a las llamadas de compañías profesionales de flamenco en Madrid y la Costa Brava, donde Peña se estableció como un acompañante muy respetado para el baile flamenco y el cante. 
Sin embargo, insatisfecho con la vida en la costa y buscando un nuevo reto, se trasladó a Londres a finales de 1960 para convertirse en solista. Inicialmente, fue la atracción estrella en el Restaurante Antonio en Covent Garden, generando tanto interés entre el público británico no iniciado anteriormente en el flamenco que pronto se encontró compartiendo conciertos con artistas como Jimi Hendrix, e hizo su debut como solista en el Wigmore Hall en 1967. 
No pasó mucho tiempo antes de que Peña comenzase una gira por el mundo, tanto como solista como acompañante, con actuaciones en el Carnegie Hall de Nueva York, el Royal Albert Hall de Londres y el Concertgebouw de Ámsterdam. Tras eso, fundó el primer curso universitario sobre guitarra flamenca en el Conservatorio de Róterdam.
Más tarde, en 1981 y de nuevo en España, creó el Centro Flamenco Paco Peña en Córdoba, y fue responsable de la fundación del festival anual Festival de la Guitarra de Córdoba, donde ha aparecido en numerosas ocasiones junto a otras estrellas del flamenco como Manolo Sanlúcar, Vicente Amigo o Paco de Lucía.
En 1997 Peña fue nombrado Oficial de la Cruz de la Orden del Mérito Civil por el rey Juan Carlos I.
El 8 de septiembre de 1998 participó en un concierto ofrecido en Londres por el grupo chileno Inti-Illimani en conmemoración de los 25 años del asesinato de Víctor Jara a manos de la dictadura de Pinochet, en el que también intervinieron su buen amigo el guitarrista clásico John Williams, el cantante británico Peter Gabriel y la actriz Emma Thompson.
Sus más famosas composiciones, incluidas Misa Flamenca y Réquiem por la Tierra, han recibido una gran aceptación internacional.
También ha participado en importantes colaboraciones, como con el guitarrista Eduardo Falú y los ya citados John Williams e Inti-Illimani.
Paco Peña tiene casa en Londres y en Córdoba. Uno de sus espectáculos más recientes incluye Flamenco Sin Fronteras, que explora la relación entre la música venezolana y el flamenco, que cuenta con la Paco Peña Flamenco Dance Company donde realizan una historia sobre inmigrantes procedentes de África que llegan a Andalucía.

## Discografía
CD
- 2014 Duo Recital (con Eliot Fisk)
- 2008 A Compás! (Directo)
- 2007 His Essential Recordings (Antología)
- 2007 A Flamenco Guitar Recital (Directo)
- 2007 Requiem for the Earth
- 2004 Fabulous Flamenco / La Gitarra Flamenca (Remasterizado)
- 2003 Flamenco Master: Essential flamenco recordings (Antología)
- 2000 Flamenco Guitar (Montoya/Ricardo + Azahara)
- 1999 Arte y Pasión (Directo)
- 1995 The Art of Paco Peña (Antología)
- 1992 Encuentro (con Eduardo Falú)
- 1992 Azahara
- 1991 Misa Flamenca
- 1990 Leyenda (Directo en Colonia Inti-Illimani con John Williams)
- 1987 Fragmentos de un sueño (Inti-Illimani con John Williams)
- 1986 Flamenco Guitar Music of Ramón Montoya and Niño Ricardo

LP
- 1985 Flamenco Vivo
- 1980 Live at Sadler's Wells (Directo)
- 1979 Live in London (Directo)
- 1978 The Flamenco World of Paco Peña
- 1977 La Gitarra Flamenca  [sic]
- 1976 Toques Flamencos (con libro)
- 1975 Fabulous Flamenco!
- 1973 The Art of the Flamenco Guitar
- 1972 Flamenco Puro Live (Directo)
- 1970 Flamenco
- 1970 The Art of Flamenco
- 1969 Carnival (con Los Marachuchos)
- 1968 The Incredible Paco Peña
- 1966 Flamenco! (El Sali & su balet español)